# NGC 797
NGC 797 (другие обозначения — UGC 1541, MCG 6-5-78, ZWG 522.105, VV 428, 5ZW 170, NPM1G +37.0077, PGC 7832) — спиральная галактика с перемычкой (SBa) в созвездии Андромеда. Открыта Уильямом Гершелем в 1786 году. Описание Дрейера: «очень тусклый, маленький объект неправильной, но круглой формы, немного более яркий в середине, рядом видна звезда». Входит в число перечисленных в оригинальной редакции «Нового общего каталога».
Галактика удалена от нас примерно на 60 Мпк. Вместе с NGC 801 она образует двойную систему, расстояние между компонентами составляет примерно 150 кпк. Других галактик сравнимого размера поблизости нет.